# Дивизия быстрого реагирования
Дивизия быстрого реагирования (нем. Division Schnelle Kräfte) — воздушно-десантное соединение немецкой армии, штаб дивизии дислоцируется в Штадталлендорфе.

## История
Была сформирована в 1956 году как 1-я воздушно-десантная дивизия (1. Luftlandedivision). Дважды переименовывалась как командование аэромобильных войск / 4-я дивизия (Kommando Luftbewegliche Kräfte/4. Division) в 1994 году и как дивизия сил специальных операций (Division Spezielle Operationen) в 2001 году, в 2013 году получила своё нынешнее наименование, одновременно после расформирования Дивизии аэромобильных операций в подчинении дивизии перешли 10-я и 30-я эскадрильи транспортных вертолётов, 36-я эскадрилья боевых вертолётов.

## Описание

### Командование сил специального назначения
Командование сил специального назначения (КССпН) (Kommando Spezialkräfte) один из главных формирований дивизии. Задачами КССпН является:
- уничтожение любых важных объектов;
- добывание разведывательной информации для вышестоящего командования;
- помощь в подготовке личного состава вооружённых сил других стран;
- спасение заложников и военнопленных;
- контртерроризм;
- нетрадиционные боевые действия и тайные операции.

Командование сил специального назначения состоит из штаба, специальных подразделений, подразделений обеспечения, учебного центра и группы развития (всего около 1000 чел.).
Специальными подразделениям являются 4 роты спецназа, боевого обеспечения и технической разведки. Каждая рота спецназа (Kommandokompanie) (90 чел.) состоит из 5 взводов и отделения управления. Каждый взвод спецназначения состоит из 16 человек: 4 группы по 4 специалиста: по лёгкому вооружению, инженерному делу, связи и медицине. В роте спецназначения 90 человек. Рота боевого обеспечения занимается поддержкой рот спецназа. Состоит из отделения управления и 5 взводов: управления воздушным движением (авианаводчики), совместной огневой поддержки, обезвреживания боеприпасов, минирования и кинологов. Рота технической разведки занимается управлением беспилотниками, технической разведкой и РХБ разведкой.
К подразделениям обеспечения относятся: рота штабная и снабжения; рота материально-технического обеспечения; рота связи; медицинский центр.
Группа развития определяет какие средства необходимо приобрести для оснащения подразделений. Определяет требования к вооружению и военной технике (ВВТ). Занимается разработкой документов по применению ВВТ и специальных подразделений.

### 1-я воздушно-десантная бригада
1-я воздушно-десантная бригада состоит из двух парашютно-десантных полков и отдельных рот. В каждом полку 5 парашютно-десантных рот (пдр). Передвигаются парашютисты на бронеавтомобилях «Мунго». В парашютно-десантной роте 160 человек.
В тяжёлой пдр (136 чел.) противотанкисты, миномётчики и взвод координации огневой поддержки. Во взводе огневой поддержки тяжёлой пдр шесть «Визель-1» А4МК с 20-мм пушкой. В противотанковом взводе тяжёлой пдр 6 ПТРК TOW на шасси «Визель-1». Миномётный взвод тяжёлой пдр имеет 8 120-мм и 8 60-мм миномётов. Всего 18 Визель, 6 СПТРК, 8 машин правления огнем.

### 11-я аэромобильная бригада
11-я аэромобильная бригада Нидерландов вошла в состав дивизии в 2014 году. Бригада имеет численность ~2500 чел. Время развёртывания соединения до 20 дней. Основной транспорт — небронированные автомобили Mercedes-Benz G280 CDI в различных версиях, специальный аэромобильный автомобиль LSV (Luchtmobiel Speciaal Voertuig) для размещения ПТ-средств, средств связи, эвакуации раненых, квадроциклы, спортивные мотоциклы KTM Enduro, также предусмотрена переброска на транспортных вертолётах. Грузовики: 4-тонные DAF YA-4442 и 10-тонные DAF YAZ-2300.
В пехотной роте 118 человек. Пехотная рота состоит из управления, 3 пехотных взводов, миномётной, снайперской секций и секции огневой поддержки.
Патрульная рота пехотного батальона состоит из управления, разведывательного взвода, 2 патрульных взводов на автомобилях с 12.7-мм пулемётом, двумя пулемётами Миними и ПТРК «Спайк» и медицинской секции.
Разведывательная рота (эскадрон) состоит из взводов управления, 3 разведывательных, авианаводчиков (управления воздушным движением) и материально-технического обеспечения взводов.
Инженерная рота занимается разминированием, борьбой с СВУ противника, наводит мосты и устраивает заграждения.

- Специальный аэромобильный автомобиль LSV
- MB G280 CDI
- MB 290GD Wolf
- KTM Enduro
- 4-тонный грузовик DAF YA-4442

## Структура
Дивизия включает в себя командование сил специального назначения и воздушно-десантную бригаду, а также три вертолётных полка (что делает дивизию аэромобильной). В оперативном подчинении дивизии находится 11-я аэромобильная бригада Королевской нидерландской армии.
Дивизия быстрого реагирования, Штадталлендорф.
- Штаб и рота связи дивизии быстрого реагирования, Штадталлендорф.
- 10-й транспортный вертолётный полк (Transporthubschrauberregiment 10), Фасберг. Имеет на вооружении 40 единиц транспортных вертолётов NH90.
- 30-й транспортный вертолётный полк (Transporthubschrauberregiment 30), Нидерштеттен. Имеет на вооружении 40 единиц транспортных вертолётов NH90.
- 36-й вертолётный полк огневой поддержки (Kampfhubschrauberregiment 36), Фрицлар. Имеет на вооружении 40 единиц ударных вертолётов Eurocopter Tiger.
- Командование сил специального назначения (Kommando Spezialkräfte) (KSK), Кальв.[6], до 20 сентября 1996 года — 25-я воздушно-десантная бригада
  - Штаб сил специального назначения, Кальв.
    - Психологическая служба (Psychologischer Dienst)
    - Языковая служба (Sprachendienst)

  - Оперативные силы
    - 1-я рота коммандос (1. Kommandokompanie)
    - 2-я рота коммандос (2. Kommandokompanie)
    - 3-я рота коммандос (3. Kommandokompanie)
    - 4-я рота коммандос (4. Kommandokompanie)
    - Специальная рота коммандос (Spezialkommandokompanie)
    - Рота специальной разведки (Spezialaufklärungskompanie)

  - Силы обеспечения
    - Рота снабжения (Versorgungskompanie)
    - Рота связи (Fernmeldekompanie)
    - Рота обеспечения (Unterstützungskompanie)
    - Медицинская рота (Sanitätszentrum)
- 1-я воздушно-десантная бригада (Luftlandebrigade 1), Зарлуи, до 1 апреля 2015 года — 26-я воздушно-десантная бригада (Luftlandebrigade 26)
  - штаб и рота поддержки, Зарлуи.
  - 26-й парашютно-десантный полк (Fallschirmjägerregiment 26), Цвайбрюккен.
  - 31-й парашютно-десантный полк (Fallschirmjägerregiment 31), Зедорф.
  - 310-я разведывательная рота (Luftlandeaufklärungskompanie 310), Зедорф.
  - 260-я разведывательная рота (Luftlandeaufklärungskompanie 260), Лебах.
  - 270-я инженерная рота (Luftlandepionierkompanie 270), Зедорф.
  - 260-я инженерная рота (Luftlandepionierkompanie 260), Зарлуи
- 11-я аэромобильная бригада Королевской нидерландской армии (11 Luchtmobiele Brigade), Арнем, Нидерланды.[7]
  - 11-я штабная рота, Арнем.
  - 11-й пехотный батальон Гвардейских гренадеров и егерей (11 Infanteriebataljon Garde Grenadiers en Jagers), Арнем.
  - 12-й пехотный батальон Полка Ван Хойца (12 Infanteriebataljon Regiment Van Heutsz), Арнем.
  - 13-й пехотный батальон Полка ударных войск князя Бернхарда (13 Infanteriebataljon Regiment Stoottroepen Prins Bernhard), Ассен.
  - 11-й разведывательный эскадрон Борельского гусарского полка (11 Brigade Verkennings Eskadron Regiment Huzaren van Boreel), Арнем.
  - 11-я инженерная рота (11 Geniecompagnie), Арнем.
  - 11-я ремонтная рота (11 Herstelcompagnie), Ассен.
  - 11-я медицинская рота (11 Geneeskundige Compagnie), Арнем.
  - 11-я рота снабжения (11 Bevoorradingscompagnie), Арнем.
  - 20-й национальный резервный батальон, состоит из шести рот дислоцирующихся в Гааге, Бергене, Амстердаме, Стро и Арнеме.
- 23-я горнопехотная бригада (Gebirgsjägerbrigade 23), Бад-Райхенхалль.
  - Штаб и рота поддержки, Бад-Райхенхалль.
  - 230-й горный разведывательный батальон (Gebirgsaufklärungsbataillon 230), Фюссен. (БРМ Феннек и БПЛА KZO)
  - 231-й горнопехотный батальон (Gebirgsjägerbataillon 231), Бад-Райхенхалль. (бронетранспортёры Боксер)
  - 232-й горнопехотный батальон (Gebirgsjägerbataillon 232), Бишофсвизен. (Bandvagn 206)
  - 233-й горнопехотный батальон (Gebirgsjägerbataillon 233), Миттенвальд. (Bandvagn 206)
  - 8-й горный инженерный батальон (Gebirgspionierbataillon 8), Ингольштадт.
  - 8-й горный батальон снабжения (Gebirgsversorgungsbataillon 8), Фюссен.
  - Рота связи (Бад-Райхенхалль)
  - Центр вьючных животных (Бад-Райхенхалль)

### Список командиров дивизии
Предыдущими командирами, начиная с 2001 года, были:
- генерал-майор (нем. Generalmajor) Ханс-Отто Будде (нем. Hans-Otto Budde) — июнь 2001—01.09.2002;
- генерал-майор Райнер Лутц Глатц (нем. Rainer Lutz Glatz) — 01.09.2002—09.03.2006;
- генерал-майор Ханс-Лотар Домрёзе (нем. Hans-Lothar Domröse) — 09.03.2006—10.01.2008;
- генерал-майор Ханс-Вернер Фритц (нем. Hans-Werner Fritz) — 10.01.2008—01.08.2011;
- генерал-майор Йорг Фолльмер (нем. Jörg Vollmer) — 01.08.2011—12.06.2014;
- генерал-майор Эберхард Цорн (нем. Eberhard Zorn) — 12.06.2014—30.09.2015;
- генерал-майор Андреас Марлов (нем. Andreas Marlow) — 30.09.2015—14.03.2019;
- генерал-майор Андреас Хельмут Ханнеманн (нем. Andreas Helmut Hannemann) — 14.03.2019—25.03.2022;
- генерал-майор Дирк Ахим Фауст (нем. Dirk Achim Faust) — 25.03.2022 — н. в.